# FK Partizan Beograd
Fudbalski klub Partizan (srpski: Фудбалски клуб Партизан) srbijanski je nogometni klub iz Beograda, utemeljen 1945. godine po ugledu na CSKA, tim sovjetske armije. Osnovale su ga jugoslavenske vojne osobe, Andrija Ražnatović, Peko Dapčević, Svetozar Vukmanović – "Tempo", Otmar Kreačić – "Kultura", Vlada Mađarić, Ratko Pejić, Vujica Gajinović, Ratko Vujović – "Čoče", Koča Popović, Mijailko Todorović – "Plavi" i Pavle Jovićević.
Prvu utakmicu klub odigrao je 6. listopada 1945. u Zemunu, a strijelac prvoga pogotka za Partizan u povijesti bio je Florijan Matekalo.
Partizan je 27 puta bio prvak države, a osvajač je 16 državnih kupova i 1 državnog superkupa. Najveći uspjesi Partizana u europskim natjecanjima su finale Kupa prvaka protiv Real Madrida 1966., osvajanje Mitropa kupa 1978. godine., kao i osvajanje prestižnog Uhren kupa 1989. godine.  Poslije raspada Jugoslavije, Partizan je prvi klub iz Srbije koji se plasirao u Ligu prvaka (2003., 2010.) i koji se plasirao u osminu završnice Kupa UEFA (2005.). Boje kluba su crna i bijela.

## Stadion
Stadion Partizana (nekada Stadion JNA) nalazi se na mjestu gdje je do Drugog svjetskog rata bilo igralište BSK-a. Neposredno po završetku rata, započeta je gradnja novog stadiona. Prva je utakmica odigrana između reprezentacija Jugoslavije i Francuske (1:1) u kvalifikacijama za Svjetsko prvenstvo u nogometu 1950. Stadion je od polovice 1950-ih do 1987. korišten kao cilj godišnjeg festivala Dan mladosti, kada bi dana 25. svibnja predsjedniku SFRJ Josipu Brozu Titu predavana Štafeta mladosti.
Stadion Partizana u prvom razdoblju primao je oko 55.000 gledatelja, ali je zbog pooštrenih kriterija međunarodnih nogometnih organizacija, gledalište rekonstruirano 1998., ugrađena su sjedišta, prošireni ulazi, pa je kapacitet pao na 32.710 gledatelja.

## Navijači
Navijači FK Partizan nazivaju se Grobari i oni uvijek zauzimaju južni dio stadiona.

## Klupski uspjesi

### Domaći uspjesi
27 prvenstava
- Prva savezna liga Jugoslavije
  - Prvak (11): 1946./47., 1948./49., 1960./61., 1961./62., 1962./63., 1964./65., 1975./76., 1977./78., 1982./83., 1985./86., 1986./87.
- Prva liga SR Jugoslavije/Prva liga Srbije i Crne Gore
  - Prvak (8): 1992./93., 1993./94., 1995./96., 1996./97., 1998./99., 2001./02., 2002./03., 2004./05.
- Superliga Srbije
  - Prvak (8): 2007./08., 2008./09., 2009./10., 2010./11., 2011./12., 2012./13., 2014./15., 2016./17.

16 kupova
- Kup maršala Tita/Kup Jugoslavije
  - Osvajač (6): 1947., 1952., 1954., 1956./57., 1988./89., 1991./92.
- Kup SR Jugoslavije
  - Osvajač (3): 1993./94., 1997./98., 2000./01.
- Kup Srbije
  - Osvajač (7): 2007./08., 2008./09., 2010./11., 2015./16., 2016./17., 2017./18., 2018./19.

1 superkup
- Superkup Jugoslavije
  - Osvajač (1): 1989.

1 ljetna liga prvaka
- Ljetna liga prvaka
  - Osvajač (1): 1969.

### Međunarodni uspjesi
- Mitropa kup
  - Osvajač (1): 1978.
- Kup prvaka
  - Finalist (1): 1965./66.

### Ostali uspjesi
- Kvarnerska rivijera (4): 1959., 1965., 1966., 1991.
- Coupe Mohammed V (1): 1963.
- Torneo Pentagonal Internacional de la Ciudad de México (1): 1970.
- Torneo Pentagonal Internacional de la Ciudad de Bogotá (1): 1971.
- Trofeo Colombino de fútbol (1): 1976.
- Kup lunarne nove godine (1): 1984.
- 40. godišnjica FK Partizan (1): 1985.
- Uhrencup (1): 1989.
- FIFA Kup mladih (1): 2007.

## Poznati igrači
- Predrag Mijatović
- Nenad Bjeković
- Stjepan Bobek
- Vladica Kovačević
- Branko Brnović
- Dragan Ćirić
- Savo Milošević
- Saša Ilić
- Ivan Ćurković
- Zlatko Čajkovski
- Milan Galić
- Miloš Milutinović
- Slaviša Jokanović
- Fahrudin Jusufi
- Ljubomir Radanović
- Blagoje Paunović
- Predrag Spasić
- Vujadin Stanojković
- Milutin Šoškić
- Velibor Vasović
- Momčilo Vukotić
- Slobodan Santrač
- Milinko Pantić
- Radoslav Bečejac
- Fadil Vokrri
- Kujtim Shalla
- Xhevat Prekazi
- Branko Zebec
- Lamine Diarra
- Josip Pirmajer
- Antun Rudinski
- Ivan Golac
- Joakim Vislavski
- Velibor "Bora" Milutinović
- Prvoslav Mihajlović
- Božidar Pajević
- Mateja Kežman
- Slaviša Jokanović
- Fahrudin Omerović
- Jovan Jezerkić
- Mladen Krstajić
- Ivica Kralj
- Albert Nađ
- Zoran Mirković
- Lazar Marković
- Marko Valok
- Radomir Antić
- Nebojša Vučićević
- Damir Čakar
- Miloš Đelmaš
- Branko Rašović
- Ninoslav Kapamadžija
- Ivan Tomić
- Đorđe Tomić
- Gordan Petrić
- Borivoje Đorđević
- Mustafa Hasanagić
- Ilija Katić
- Milivoje Đurđević
- Admir Smajić
- Nenad Stojković
- Slađan Šćepović
- Palfi Béla
- Zvonko Živković
- Vladimir Ivić
- Niša Saveljić
- Ivica Iliev
- Radosav Petrović
- Nenad Đorđević
- Ljubinko Drulović
- Taribo West
- Cléo
- Eric Djemba-Djemba
- Mladen Božović
- Stevan Jovetić
- Simon Vukčević
- Aleksandar Stanojević
- Bajro Župić
- Andrija Delibašić
- Obiora Odita
- Simo Nikolić
- Velimir Sombolac
- Ivan Čabrinović
- Radmilo Ivančević
- Tomislav Kaloperović
- Srečko Katanec
- Darko Milanič
- Džoni Novak
- Zlatko Zahovič
- Gregor Balažic
- Branko Ilić
- Đorđe Gerum
- Zvonimir Vukić
- Tomasz Rząsa
- Zoran Dimitrijević
- Nikica Klinčarski
- Goran Pandurović
- Rade Zalad
- Adem Ljajić
- Zoran Tošić
- Marko Lomić
- Goran Stevanović
- Zoran Milinković
- Zvonko Varga
- Ivan Obradović
- Srđan Baljak
- Goran Bogdanović
- Predrag Sikimić
- Radiša Ilić
- Danko Lazović
- Nikola Malbaša
- Nemanja Tomić
- Ljubomir Fejsa
- Goran Milojević
- Budimir Vujačić
- Nenad Brnović
- Srđan Radonjić
- Bojan Brnović
- Slaven Stjepanović
- Branimir Petrović
- Juca
- Nenad Mirosavljević
- Radovan Radaković
- Nikola Damjanac
- Vlado Čapljić
- Branimir Bajić
- Veljko Paunović
- Goran Obradović
- Predrag Pažin
- Darko Božović
- Branislav Đukanović
- Đorđe Svetličić
- Dejan Čurović
- Darko Belojević
- Borče Sredojević
- Slobodan Krčmarević
- Slobodan Pavković
- Dragi Kaličanin
- Miodrag Ješić
- Ismet Ugljanin
- Viktor Trenevski
- Vladimir Jocić
- Stanoje Jocić
- Saša Ćurčić
- Borislav Petrić
- Petar Vasiljević
- Vladislav Đukić
- Aleksandar Trifunović
- Vladimir Vermezović
- Miloš Bogunović
- Milonja Đukić
- Borislav Đurović
- Sead Mašić
- Miroslav Stević
- Dragan Arsenović
- Zvonko Popović
- Novica Kostić
- Miodrag Radović
- Milovan Jović
- Zoran Martinović
- Miroslav Stojnić
- Zoran Lilić
- Radomir Radulović
- Nenad Stavrić
- Ljubomir Vorkapić
- Ranko Stojić
- Isa Sadriu
- Igor Taševski
- Goce Hristov
- Milan Stojanoski
- Aleksandar Lazevski
- Miroslav Radović
- Milivoje Ćirković
- Darko Maletić
- Slobodan Rojević
- Darko Tešović
- Nenad Bjeković
- Nenad Kutlačić
- Dejan Vukićević
- Antonio Rukavina
- Aleksandar Mitrović
- Žarko Lazetić
- Zoltan Sabo
- Saša Lopičić
- Stanko Svitlica
- Miodrag Bajović
- Milorad Bajović
- Miloš Mihajlov
- Milan Smiljanić
- Almami Moreira
- Pierre Boya
- Danilo Pantić
- Đorđe Pantić
- Andrija Živković
- Nemanja Rnić
- Stefan Savić
- Matija Nastasić
- Milan Lukač
- Stefan Babović
- Goran Gavrančić
- Petar Škuletić
- Miralem Sulejmani
- Mohamed "Medo" Kamara
- Ilija Zavišić
- Ifeanyi Emeghara
- Dragan Isailović
- Nikola Drinčić
- Pavle Grubješić
- Dragan Stojisavljević
- Ilija Stolica
- Ljubiša Ranković
- Vuk Rašović
- Nenad Mišković
- Marko Šćepović
- Đorđe Lazić
- Miloš Jojić
- Miroslav Vulićević
- Washington
- Dragoljub Jeremić
- Bojan Zajić
- Dragan Čadikovski
- Marjan Gerasimovski
- Branko Savić
- Ivan Ivanov
- Asen Nikolov
- Ivan Bandalovski
- Dominic Adiyiah
- Prince Tagoe
- David Manga
- Nikolas Asprogenis
- Ismaël Béko Fofana
- Ednilson
- Kamel Zaiem
- Eduardo Pacheco
- Joseph Kizito
- Dejan Marković
- Vladimir Volkov
- Ivan Stevanović
- Nemanja Petrović
- Stefan Šćepanović
- Ivan Šaponjić
- Živko Živković
- Aleksandar Miljković
- Milan Obradović
- Miloš Ostojić
- Branislav Trajković
- Nebojša Marinković
- Lazar Ćirković
- Marko Jovanović
- Darko Brašanac
- Nemanja Kojić
- Ljubiša Vukelja
- Nikola Grubješić
- Vojislav Stanković
- Bratislav Mijalković
- Žarko Olarević
- Predrag Lazić
- Sead Sarajlić
- Dragan Radosavljević
- Nikola Trujić
- Miloš Bosančić
- Nikola Gulan
- Nikola Ninković
- Goran Lovre
- Branko Pauljević
- Ajazdin Nuhi
- Milovan Milović
- Nikola Aksentijević
- Nemanja Petrović
- Nikola Petrović
- Srđa Knežević
- Petar Grbić
- Ivan Radovanović
- Aleksandar Živković
- Saša Marković
- Brana Ilić
- Aleksandar Vuković
- Rajko Brežančić
- Nemanja Jovšić
- Emir Plojović
- Predrag Luka
- Nenad Marinković
- Filip Malbašić
- Vladimir Jovančić
- Ivan Petrović
- Tomislav Pajović
- Borko Veselinović
- Ivan Stanković
- Eliomar
- Siniša Mulina
- Vladimir Vukajlović
- Aleksandar Nedović
- Anderson Marques
- Vítor Hugo
- Miladin Bečanović
- Nikola Vujović
- Risto Lakić
- Dejan Ognjanović
- Milorad Peković
- Dženan Radončić
- Predrag Mijić
- Marko Markovski
- Mladen Lazarević
- Ivan Babić
- Aleksandar Đorđević
- Milan Perić
- Aleksandar Kosorić
- Branislav Jovanović
- Miladin Stevanović
- Sreten Sretenović
- Stefan Aškovski
- Milan Srećo
- Miroslav Bogosavac
- Rade Mojović
- Filip Knežević
- Dejan Babić
- Dejan Rusmir
- Ostoja Stjepanović
- Safet Jahić
- Dejan Peković
- Branislav Stanić
- Nikola Popara
- Nenad Studen
- Petar Kasom
- Milan Kantardžić
- Filip Kljajić
- Mladen Stipić
- Jovica Kolb
- Refik Kozić
- Branko Mihajlović
- Mihalj Mesaroš
- Branislav Mihajlović
- Jovan Miladinović
- Dejan Živković
- Marko Živković
- Saša Lukić
- Radenko Kamberović
- Michael Ćurčija
- Vladimir Branković
- Siniša Stevanović

## Hrvati u Partizanu
- Bruno Belin
- Stjepan Bobek
- Miroslav Brozović
- Zlatko Čajkovski
- Ivan Ćurković
- Mario Duplančić
- Josip Duvančić
- Vladimir Firm
- Ivan Gašpar
- Franjo Glaser
- Drago Hmelina
- Ilija Katić[nedostaje izvor]
- Stjepan Kopilović
- Florijan Matekalo
- Josip Pirmajer
- Ivica Pogarčić
- Miroslav Rede
- Franjo Rupnik
- Božidar Senčar
- Slavko Stojanović
- Zvonko Strnad
- Franjo Šoštarić
- Branko Zebec
- Dražen Bolić

## Poznati treneri
- Stjepan Bobek
- Abdulah Gegić
- Milovan Ćirić
- Marko Valok
- Ivica Osim
- Radomir Antić
- Miloš Milutinović
- Ljubiša Tumbaković
- Miodrag Ješić
- Vladimir Vermezović
- Jürgen Röber
- Lothar Matthäus
- Miroslav Đukić
- Goran Stevanović
- Aleksandar Stanojević
- Avram Grant
- Vuk Rašović
- Marko Nikolić
- Nenad Bjeković
- Ljubinko Drulović

## Vanjske poveznice
- FK Partizan